# Points Benday

Points Benday.

Le Benday ou Ben-Day (aussi appelé « trames Benday ») est une technique d'impression tramée (par lignes de points) permettant l’obtention d'une couleur sans dégradés. Créée en 1879, elle porte le nom de l'illustrateur et imprimeur Benjamin Henry Day Junior (en), fils de l'imprimeur et patron de presse new-yorkais Benjamin Henry Day.

## Principe
Le Benday permet de colorier des zones avec une superposition des couleurs primaires plus ou moins tramées (magenta, jaune, cyan et noir). Une teinte à 100 % ne comporte pas de trame, c'est un aplat.
Chaque zone colorée de l'illustration est une superposition de valeurs de trames (généralement séparée par un trait noir), qui donnent la sensation d'avoir des aplats de couleurs juxtaposés.
Une teinte descendue à 50 % comporte 50 % de blanc (blanc papier) et 50 % de couleur ce qui a pour effet d'atténuer la couleur. Par effet d'optique, il se crée un mélange des points de trame et du blanc du papier.
Par exemple un noir à 50 % devient gris, un jaune et un magenta donnent un orange dont la densité dépend des valeurs de la trame : plus le pourcentage de trame est élevé et plus la teinte est foncée, plus la trame est faible, plus la teinte est claire.
Le Benday peut s’obtenir avec 1, 2, 3 ou 4 couleurs.
Le Benday permet d’obtenir diverses nuances d’une même couleur, et des nuances intermédiaires entre deux couleurs. Les teintes obtenues par ce mélange tramé avec des couleurs primaires se différencient des teintes Pantone®.
Cette méthode de photogravure sans opération photo ne permet pas d'obtenir des dégradés ou de reproduire des photos.
Les trames doivent être orientées selon des angles différents pour éviter les effets de moirage. Attention également aux superpositions de pourcentages de points dont la somme ne doit pas dépasser un certain chiffre pour pouvoir imprimer sur papier, chiffre différent selon chaque support (papier couché ou papier journal, etc.). Pour pallier ce problème, on aura recours au retrait sous couleurs.
Il existe des nuanciers Benday (imprimés sur papier couché ou sur papier non couché) qui, par un système de grilles (lignes et colonnes), permettent de visualiser une déclinaison de superpositions de couleurs primaires selon différentes valeurs de trame.

## Utilisation
Le Benday a été largement utilisé pendant le XXe siècle pour faciliter des mises en couleurs en quadrichromie. Le graphiste ou l’illustrateur fournissait au photograveur le dessin de base, généralement en noir, et indiquait sur un calque, ou sur des films séparés, les diverses couleurs qu’il souhaitait voir appliquer sur les parties de son dessin. Selon les cas, il pouvait indiquer les références de couleur et les valeurs de trame à appliquer, ou bien donner un modèle à l’imprimeur qui choisissait par lui-même les couleurs de base et les trames. 
Les comic-books américains des années cinquante et soixante, comme beaucoup de bandes dessinées européennes, reposent sur ce procédé d'impression en quadrichromie où les couleurs primaires (magenta, jaune, cyan et noir) étaient tramées afin d'obtenir des nuances variées comme le vert, le violet, l'orange et les indispensables tons chair.
L’utilisation de Benday, ou son imitation, est une caractéristique des œuvres de l'artiste pop-art américain Roy Lichtenstein.
Des trames de points similaires sont également très utilisées dans l'industrie du manga.
Avant l'arrivée du numérique, les graphistes pouvaient simuler le rendu des Benday sur une maquette ou sur un dessin technique (plans d'architectes) à l'aide du transfert par « frottage » à sec d'une feuille de trame (vendue dans le commerce).
Aujourd'hui les Benday sont toujours utilisés et les logiciels de mise en page permettent de les réaliser facilement. Si l’écran n’est pas calibré, il est préférable de valider le rendu attendu par une épreuve de contrôle.